# Harold West
Harold West   (valor desconegut, 10 de desembre de 1899 - valor desconegut, 7 d'agost de 1973) fou un remer britànic que va competir durant la dècada de 1920.
West era membre de l'equip del vuit amb timoner del Thames Rowing Club que guanyà la Grand Challenge Cup de la Henley Royal Regatta de 1928 i que. poc després va representar el Regne Unit als Jocs Olímpics d'Amsterdam. En la prova del vuit amb timoner del programa de rem guanyà la medalla de plata.